# Christopher Pearse Cranch
Christopher Pearse Cranch (8 de marzo de 1813 – 20 de enero de 1892) fue un escritor y artista estadounidense.

## Biografía
Cranch nació en el Distrito de Columbia. Su padre conservador, William Cranch, era Juez Jefe del Tribunal del Distrito de Columbia, mientras que su hermano John era pintor.

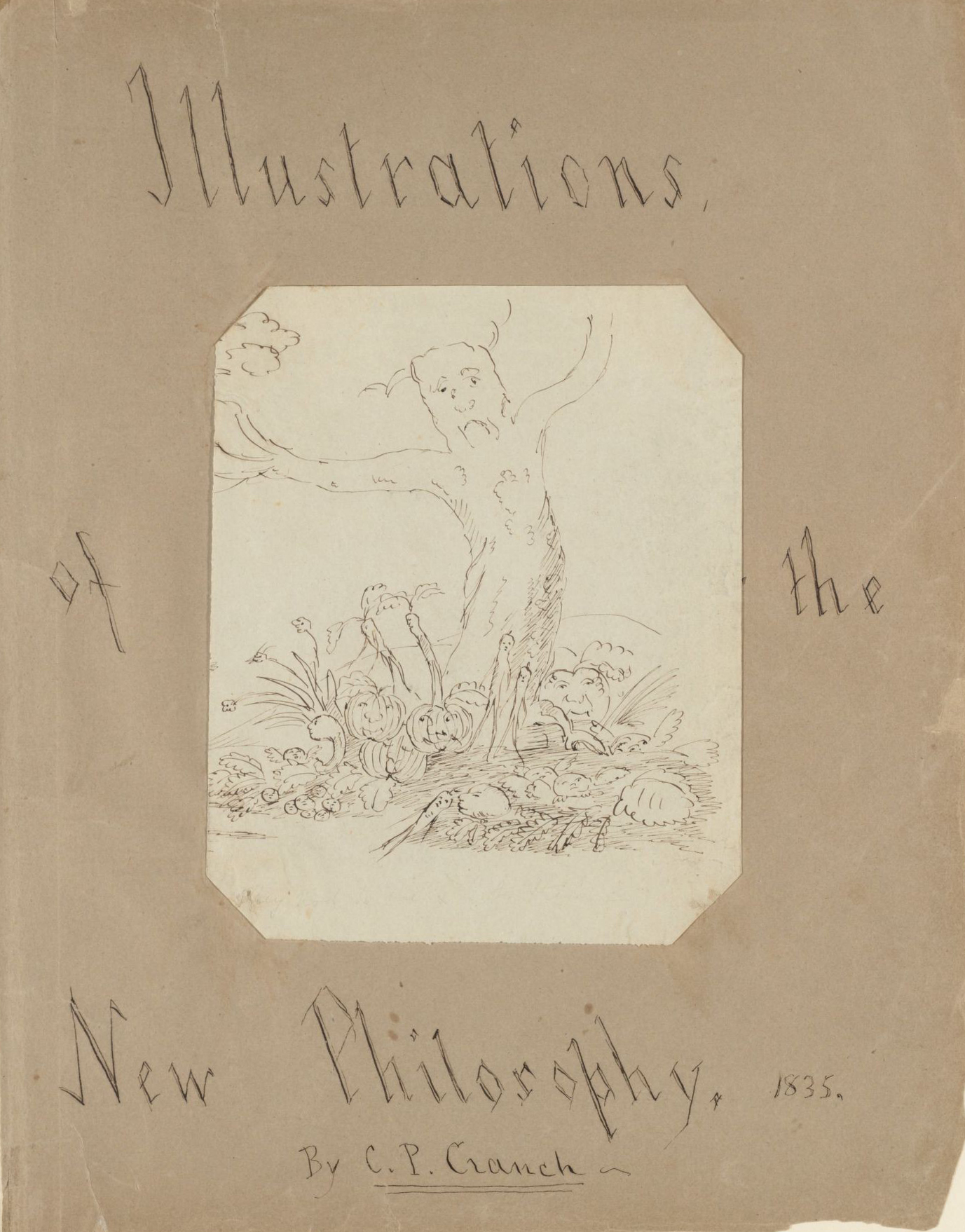
Ilustraciones de la Nueva Filosofía, ca. 1844

Se graduó de Columbian College (ahora George Washington University) en 1835 antes de asistir a Harvard Divinity School y convertirse en un predicador con licencia. Viajó como ministro unitario, predicando en Providence, Andover, Richmond, Bangor, Portland, Boston, Washington y St. Louis. Más tarde, se dedicó a diversas ocupaciones: editor de una revista, caricaturista, escritor de fantasía infantil (los libros Huggermugger), poeta (El pájaro y la campana con otros poemas en 1875), traductor y pintor de paisajes. Vivió gran parte de su vida en Cambridge, Massachusetts.
Aunque no era uno de sus miembros fundadores, Cranch se asoció con el Club Trascendental; leyó Nature de Ralph Waldo Emerson en diciembre de 1836 y, a partir de junio de 1837, se desempeñó como editor suplente del Western Messenger en ausencia de James Freeman Clarke. Para esa revista, Cranch revisó la presentación de Emerson Phi Beta Kappa en Harvard en agosto de 1837, conocida como "The American Scholar". Se refirió al discurso como "tan lleno de bellezas, lleno de pensamiento e ilustración originales" y a su autor como "el hombre de genio, el pensador profundo audaz y el escritor original conciso". La conexión de Cranch con los trascendentalistas finalmente disminuyó su demanda como ministro.
Su poesía fue publicada en The Harbinger y The Dial entre otras publicaciones. Envió "Enosis", que Hazen Carpenter señaló como quizás el poema más conocido de Cranch, a Emerson para The Dial el 2 de marzo de 1840.
Como artista, Cranch pintó paisajes similares a la obra de Thomas Cole, la escuela del río Hudson y la escuela Barbizon en Francia. En una incursión en la pintura histórica, Cranch describió la quema del Museo Americano de P. T. Barnum en Nueva York. Más tarde Cranch pintó escenas de Venecia e Italia. Las caricaturas de Emerson de Cranch se unieron más tarde como Ilustraciones de la Nueva Filosofía: Guía. Quizás su obra de arte más recordada y reconocida sea una caricatura dibujada a mano que ilustra el concepto de Emerson del "globo ocular transparente". En 1850, fue elegido miembro de la Academia Nacional de Diseño como Académico Asociado y se convirtió en Académico completo en 1864.
Murió en 1892 y fue enterrado en el cementerio Mount Auburn en Massachusetts.

## Obras[6]
- Poems (1844)
- The Last of the Huggermuggers, A Giant Story (1855)
- Kobboltozo, A Sequel to the Last of the Huggermuggers (1857)
- The Aeneid of Virgil (translation, 1872)
- Satan: A Libretto (1874)
- The Bird and the Bell with Other Poems (1875)
- Ariel and Caliban with Other Poems (1887)

## Galería

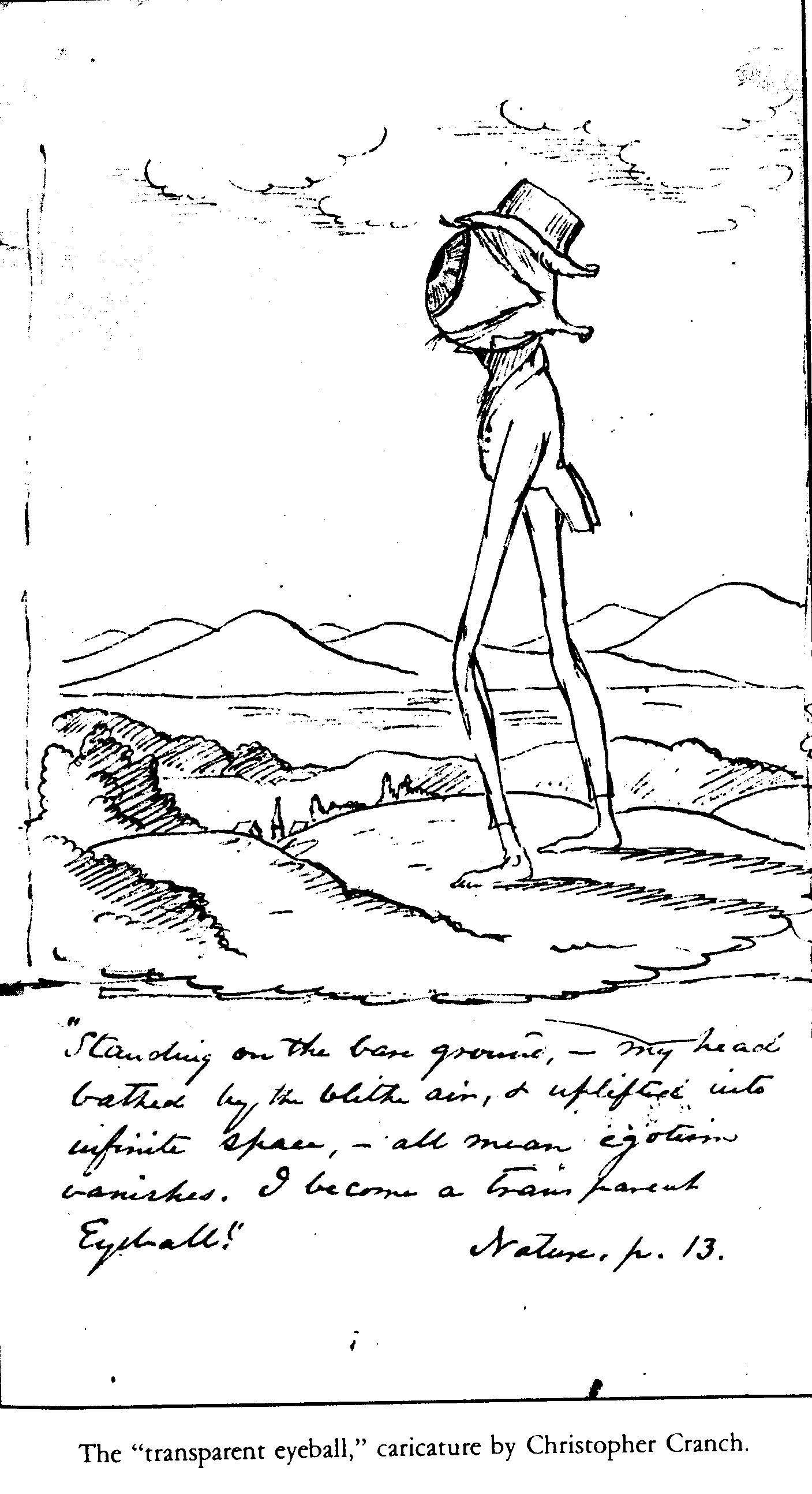
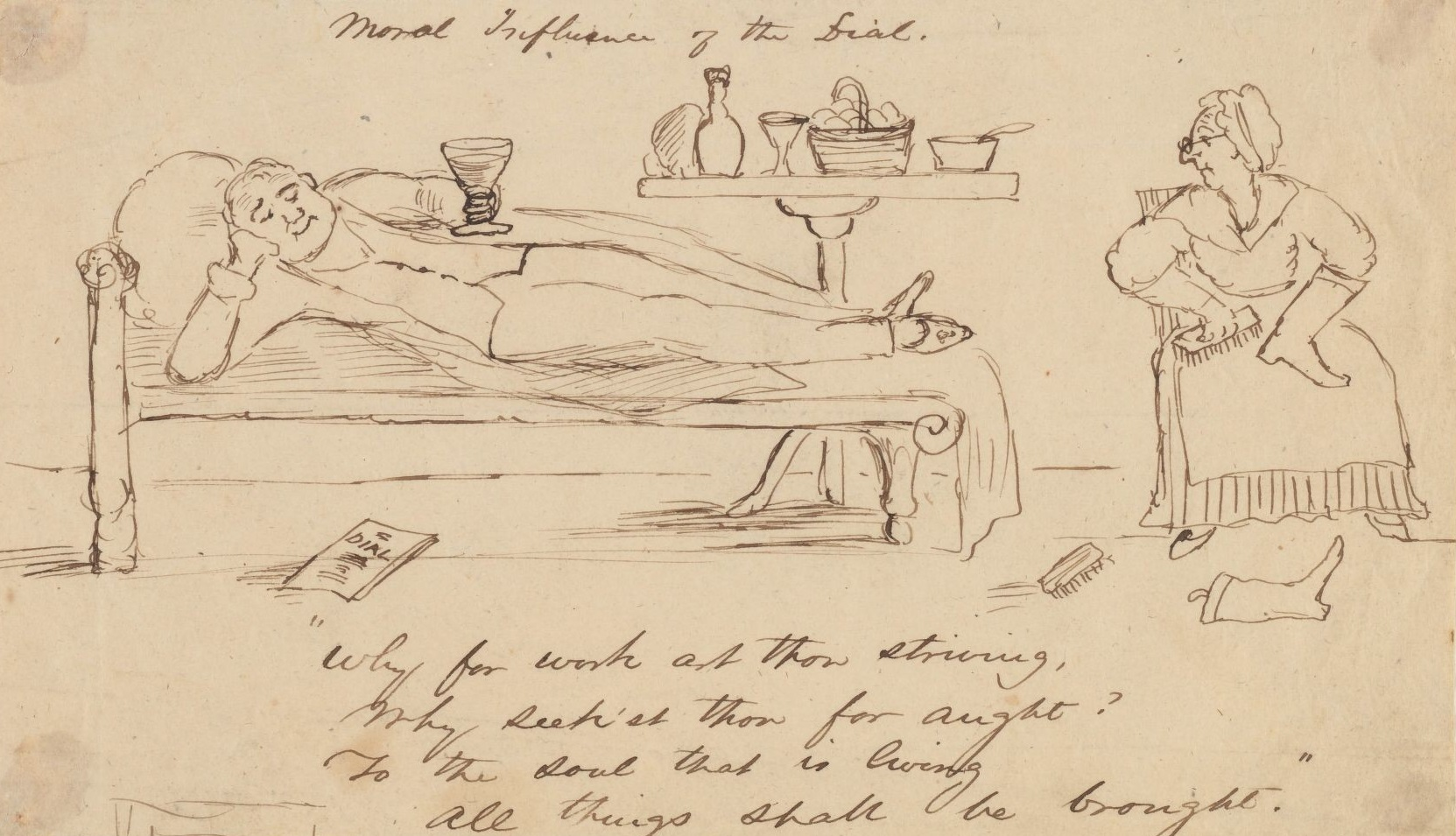
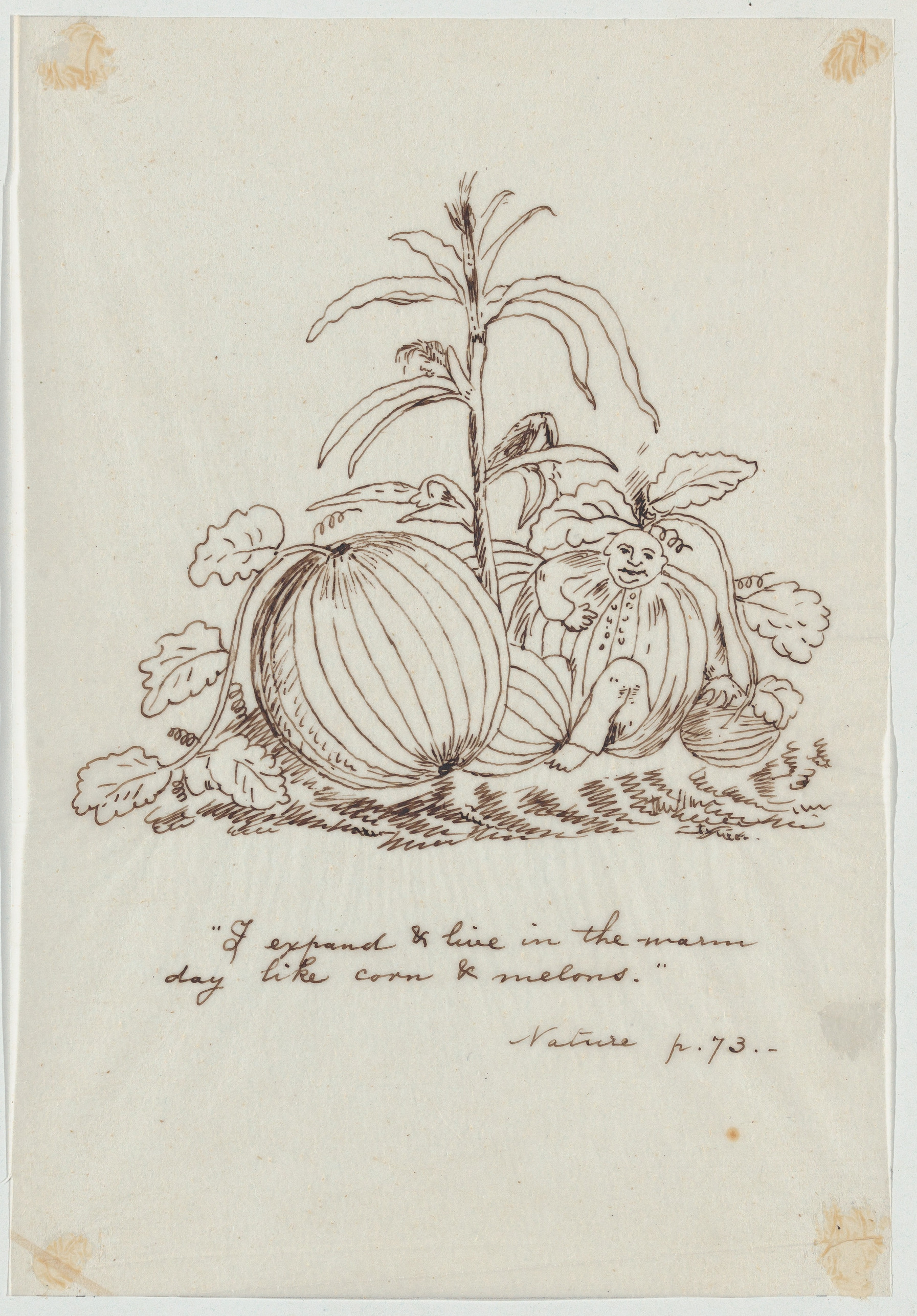
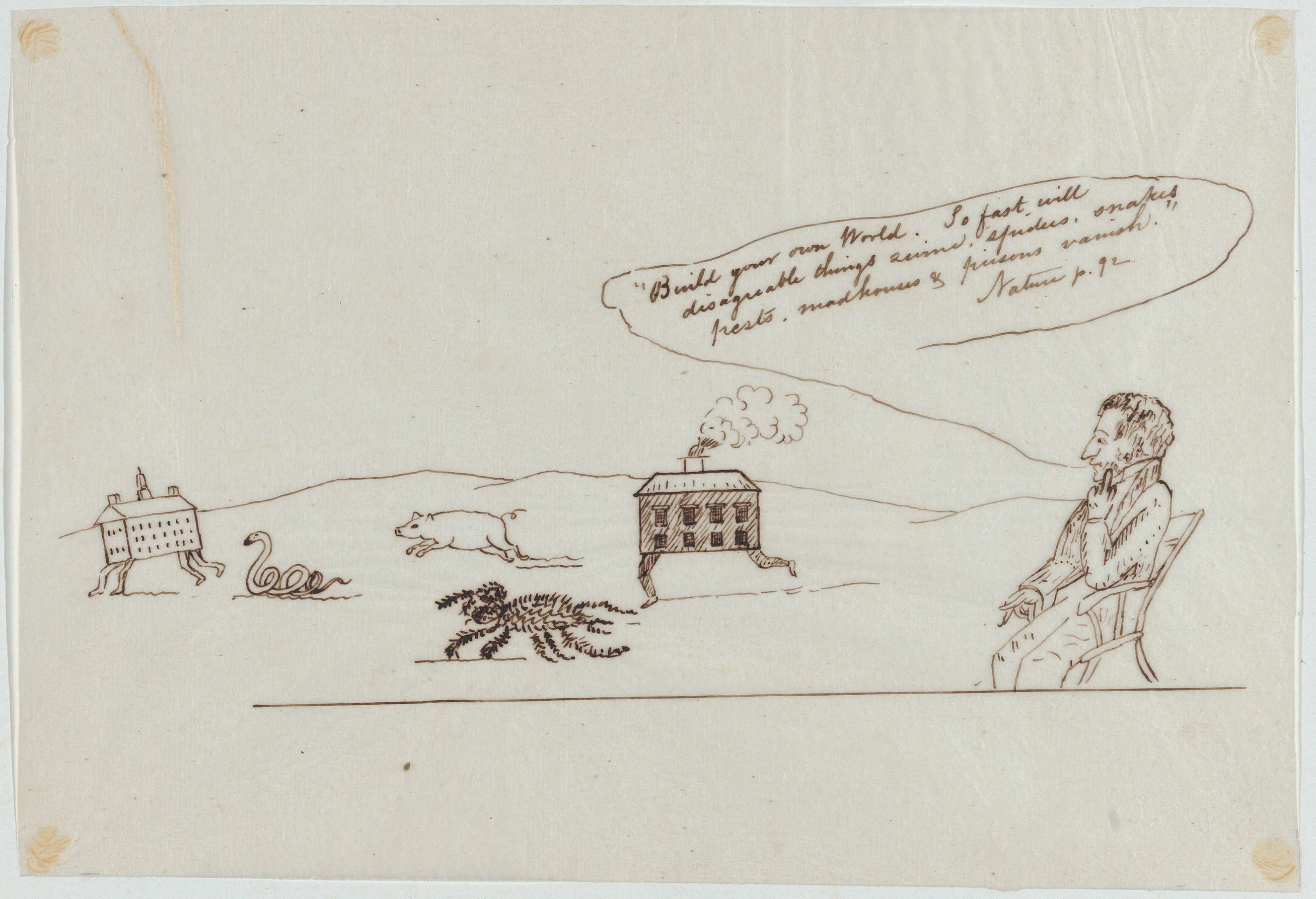
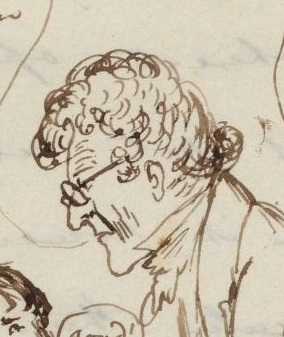
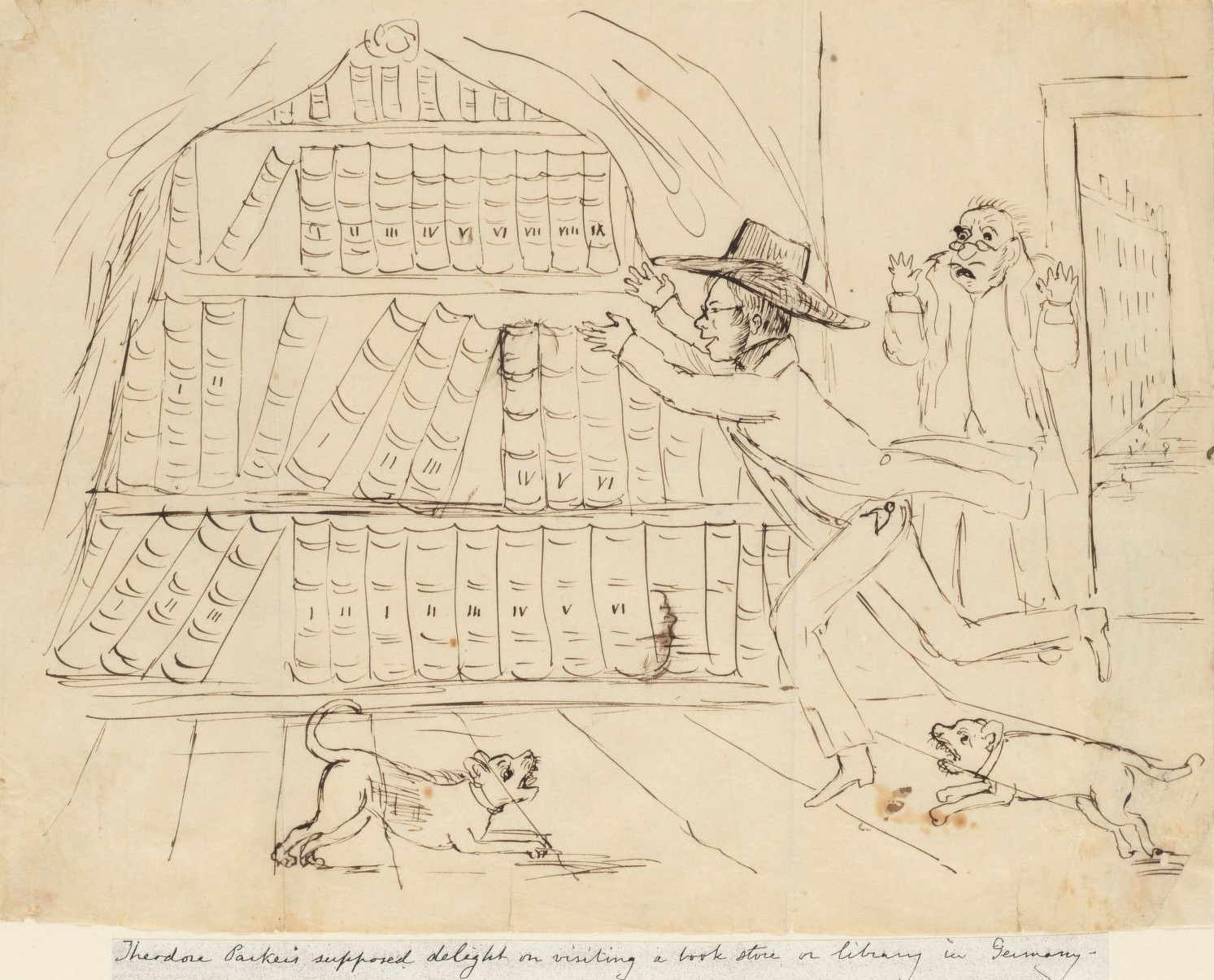
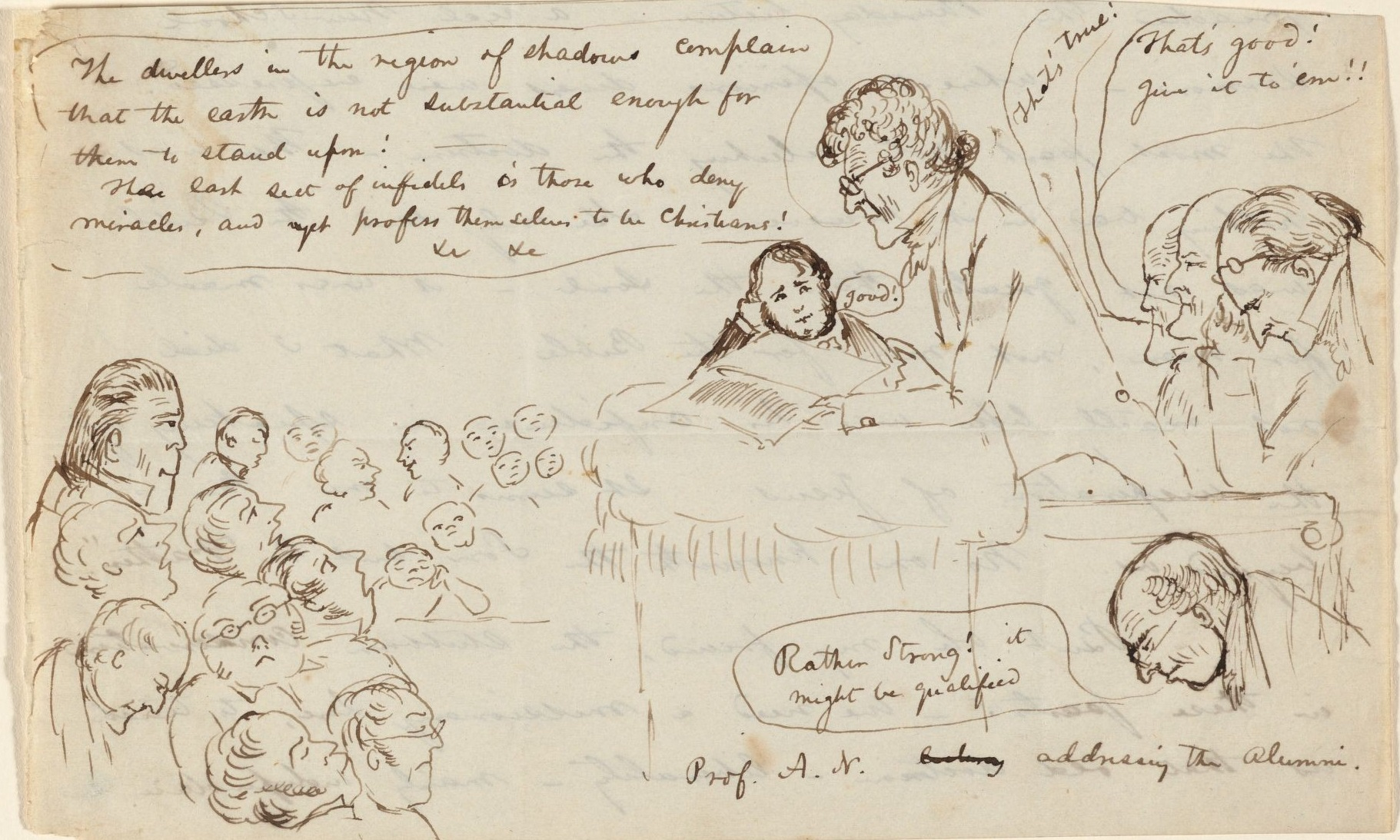